# The New Twilight Zone—aflevering 14
De 14e aflevering van de serie The New Twilight Zone bestaat uit drie subafleveringen: "Still Life", "The Little People of Killany Woods"en "The Misfortune Cookie"

## Still Life
"Still Life" is het eerste segment van de aflevering, geschreven door Gerrit Graham en Chris Hubbell.

### Verhaal
Een professionele fotograaf genaamd Daniel koopt op een dag een antieke kist voor zijn vrouw. In de kist ontdekt hij een dubbele bodem, met daarin een ouderwetse Kodak Brownie 100 camera.
Er blijken nog foto’s op de camera te staan. Wanneer Daniel ze laat ontwikkelen, ontdekt hij dat het foto’s zijn van een expeditie uit 1913 naar het Amazoneregenwoud. Hij besluit de foto’s te doneren aan de lokale universiteit. Op de universiteit ontmoet hij professor Stottel, die lid was van de betreffende expeditie. Hij vertelt Daniel dat er onmogelijk foto’s van die expeditie kunnen zijn omdat er simpelweg geen foto’s zijn gemaakt. De groep kwam namelijk al kort na aanvang van de expeditie een indianenstam tegen, die absoluut niet gefotografeerd wilde worden omdat volgens hun geloof het nemen van een foto gelijk stond aan het stelen van iemands ziel. Om die reden pakten ze de camera van de groep af en sloegen hem kapot. Tevens ontvoerden ze de fotograaf van de groep.
Stottel bekijkt de foto’s en ontdekt dat ze wel degelijk van de expeditie zijn. De indianen die ook op de foto’s hadden moeten staan zijn echter niet te zien. Wanneer Daniel huiswaarts keert, wordt hij thuis opgewacht door een groep indianen. Ze vallen hem en zijn vrouw aan. Deze kunnen net op tijd de camera gebruiken om de indianen weer vast te leggen op film.

### Rolverdeling
- Robert Carradine: Daniel
- Marilyn Jones: Becky
- John Carradine: Prof. Alex Stottel

## The Little People of Killany Woods
"The Little People of Killany Woods" is het tweede segment van de aflevering, geschreven en geregisseerd door J.D. Feigelson.

### Verhaal
De aflevering begint met een man (O' Shaunessy) die een Iers dorpscafé in paniek binnenrent. Hij heeft het over de kleine mensen in Killany Woods. Iedereen kijkt hem ongeloofwaardig en met veel gelach aan. Een man, Mulvaney, wordt echter kwaad op O'Shaunessy, aangezien het hele dorp werkloos en dus ongelukkig is. Hij bedreigt hem, en waarschuwt hem nooit meer in de pub te betreden. O' Shaunessy loopt weg, naar 'de enige echte vrienden die hij heeft'.
Even later ziet Mulvaney O'Shaunessy uit de lokale bouwmarkt komen, hoewel deze al lang dicht is, met een doos in zijn handen. Mulvaney wil hier het mijne van weten, klopt bij de winkel aan en ondervraagt de eigenaar grondig. Het blijkt dat 'de kleine mensen' O' Shaunessy goud hebben gegeven om wat spullen voor hen te gaan kopen. Mulvaney haast zich naar het huis waar O'Shaunessy een kamer huurt. Hier hoort hij van de bewoonster dat O'Shaunessy al zijn spullen heeft gepakt en de bewoonster de huur heeft betaald met een goudstuk. Uiteindelijk komt het tot een achtervolging in het bos, waarbij Mulvaney O'Shaunessy beetpakt en wat goud van hem wil aftroggelen. O'Shaunessy zegt echter dat het niet aan hem is om goud te geven. Je moet in de 'kleine mensen' geloven, anders 'bestaat' het goud niet. O'Shaunessy slaat Mulvaney met de doos op zijn hoofd en vlucht weer. Mulvaney zet de achtervolging in en ziet tot zijn grote verbazing dat de 'kleine mensen' (kleine ruimtewezens) wel degelijk echt bestaan. Totaal overstuur rent Mulvaney naar de pub terug om iedereen te vertellen wat hij heeft gezien, intussen vertrekt O'Shaunessy samen met de 'kleine mensen'. De afgetroggelde stukjes goud zijn echter verandert in waardeloos oud ijzer. De mensen lachen hem uit, net zoals ze bij O'Shaunessy deden.

### Rolverdeling
- Hamilton Camp: Liam O'Shaughnessey
- Michael Aldridge: Mike
- James Scally: Kelly
- Tim Donoghue: Eddie Donovan
- Anthony Palmer: McGinty
- Hal Landon Jr.: O'Dell
- Pat Crawford Brown: Mrs. Finnegan

### Achtergrond
Dit segment vertoond grote gelijkenissenmet de aflevering "Hocus-Pocus and Frisby" uit de originele serie.

## The Misfortune Cookie
"The Misfortune Cookie" is het derde segment van de aflevering, geschreven door Rockne S. O'Bannon onder zijn pseudoniem Steven Rae.

### Verhaal
Het verhaal draait om Harry Folger, een arrogante restaurantcriticus die werkt voor een grote krant. Hij heeft een zeer grote reputatie, waardoor zijn beoordeling een restaurant de kop kan kosten. Als hobby verzamelt Folger luciferdoosjes van alle restaurants waar hij heeft gegeten.
Op een dag bezoekt hij een mysterieus nieuw Chinees restaurant genaamd "Mr. Lee's Chinese Cuisine". Al op voorhand is hij ervan overtuigd dat het eten er slecht zal zijn. Bij zijn bezoek krijgt hij van de eigenaar, Mr. Lee, een gelukskoekje dat magische eigenschappen zou bezitten. Op het papiertje in het koekje staat dat Folger een grote beloning zal krijgen net om de hoek. Zodra Folger huiswaarts keert, botst hij op een straathoek op een overvaller die daardoor zijn buit, 10.000 dollar aan diamanten, laat vallen. De eigenaar van de diamanten geeft Folger 1000 dollar beloning voor zijn hulp. Folger beseft dat de gelukskoekjes van Mr. Lee inderdaad magisch zijn en dat hun voorspellingen altijd uitkomen.
Folger bezoekt het restaurant opnieuw, en krijgt nu een koekje dat hem voorspelt dat hij de liefde van zijn leven zal vinden. Dat gebeurt als hij een vrouw genaamd April ontmoet. Hij neemt haar mee uit eten bij het restaurant. April ontvangt echter een koekje dat haar voorspelt dat ze spoedig haar fout zal inzien. Folger krijgt op zijn beurt een koekje dat zijn dood voorspelt.
Folger is kwaad over deze boodschap en gaat in hevige discussie met Mr. Lee. April is geschokt door Folgers gedrag en vertrekt, waarmee haar voorspelling uitgekomen is. Mr. Lee vertrekt en Folger wordt plotseling geveld door een enorm hongergevoel. Hij wordt opeens omringd door tientallen Chinese restaurants, maar hoeveel hij ook eet, hij kan zijn honger niet stillen. Bij het laatste restaurant dat hij aandoet, ontvangt hij nog een laatste gelukskoekje met als boodschap “je bent dood”.

### Rolverdeling
- Elliott Gould: Harry Folger
- Bennett Ohta: Mr. Lee
- Caroline Lagerfelt: April Hamilton
- Frederick Coffin: Max
- Claire Carter: Glamorous Gourmette
- John G. Scanlon: O'Malley
- Elven Harvard: Guard
- Al Leong: Proprietor

### Achtergrond
Het verhaal van dit segment is gebaseerd op het gelijknamige verhaal van Charles Fritch, voor het eerst gepubliceerd in The Magazine of Fantasy and Science Fiction (November, 1970).